# Laurentino Cortizo
Laurentino Cortizo Cohen (Panama-Stad, 30 januari 1953), ook wel Nito genoemd, is een Panamees politicus van de Democratische Revolutionaire Partij (PRD). Sinds 1 juli 2019 is hij de president van Panama.

## Biografie
Laurentino Cortizo is de zoon van een Spaanse vader (afkomstig uit de regio Galicië) en een joodse moeder. Hij volgde verschillende studies in de Verenigde Staten, onder meer aan de militaire academie Valley Forge in Pennsylvania, de Norwich-universiteit in Vermont en de Universiteit van Texas in Austin. Vanaf 1981 was hij werkzaam in Washington D.C. als technisch adviseur van de secretaris-generaal van de Organisatie van Amerikaanse Staten (OAS). Binnen de OAS werd Cortizo in 1986 vice-ambassadeur namens Panama. Daarnaast was hij ook actief in het bedrijfsleven. Cortizo is getrouwd en heeft twee kinderen.

### Politieke loopbaan
Namens de Partido Solidaridad zetelde Cortizo tussen 1994 en 2004 in het Panamese parlement, waarvan hij gedurende een jaar (2000–2001) bovendien de voorzitter was. In 2004 stapte hij over naar de centrumlinkse Democratische Revolutionaire Partij (PRD) en werd hij aangesteld als minister van Landbouw en Veeteelt onder het presidentschap van zijn partijgenoot Martín Torrijos. In januari 2006 diende hij echter zijn ontslag in, vanwege zijn onvrede met de onderhandelingen inzake de vrijhandelsovereenkomst tussen de Verenigde Staten en Panama.
In de aanloop naar de nationale verkiezingen van 2009 streed Cortizo binnen zijn partij mee om presidentskandidaat te worden. Hij eindigde in de voorverkiezingen op de derde plaats, achter voormalig minister Balbina Herrera en Juan Carlos Navarro, een voormalige burgemeester van Panama-Stad. Een tweede gooi naar het presidentschap deed Cortizo tien jaar later, waarbij hij er ditmaal alsnog in slaagde zijn partij achter zich te krijgen.
Bij de verkiezingen van 2019, die plaatsvonden op 5 mei, wist Cortizo ruim 33% van de stemmen te veroveren. Dat was nipt genoeg voor een overwinning op zijn voornaamste tegenstander Rómulo Roux (31%), de kandidaat van de partij Cambio Democrático (CD). Cortizo trad op 1 juli 2019 aan als president, als opvolger van Juan Carlos Varela van de Panameñistische Partij.